# Gérard Janvion
Gérard Janvion, född 21 augusti 1953 i Fort-de-France, Martinique, är en fransk före detta fotbollsspelare. Under sin karriär spelade han 301 ligamatcher för Saint-Étienne där han bland annat vann ligan fyra gånger. Han spelade även två säsonger för Paris Saint-Germain.
Janvion var även med i två VM-slutspel; 1978 samt 1982. Totalt gjorde Janvion 40 landskamper för Frankrikes landslag.

## Meriter
Saint-Étienne
- Ligue 1: 1974, 1975, 1976, 1981
- Coupe de France: 1974, 1975, 1977